# Batagaj
Batagaj – osiedle typu miejskiego w Rosji (Jakucja); 9 tys. mieszkańców (1994).
Miasto powstało w 1945 roku. W 1979 roku Batagaj zamieszkiwany był przez 6 414 osób.
Leży na Płaskowyżu Jańskim nad Janą. Zakłady wzbogacania rud cyny, wydobywanych w okolicy osiedla Ese-Chaja (ok. 30 km na południe); przystań rzeczna; lotnisko.